# Blennius ocellaris
La especie Blennius ocellaris, que según la región española tiene de nombre común torillo, babosa, caboce o purillo, es una especie de la familia de los blénidos, una familia de peces marinos incluida en el orden Perciformes.
Su nombre procede del griego blenios, que significa moco, en alusión al tacto mucoso al tocar su piel, y ocello, por el dibujo en forma de ojo en su aleta.

## Hábitat natural
Es un pez marino, que vive pegado al fondo demersal, en un rango de profundidad entre los 10 y los 400 metros.
Se distribuye por aguas subtropicales, en la costa este del océano Atlántico desde Mauritania hasta el canal de la Mancha, así como muy común en todo el mar Mediterráneo y el mar Negro.

## Morfología
Cuerpo alargado y pequeño, con una longitud máxima descrita de 20 cm. La aleta dorsal es muy alta, con unas 11 a 12 espinas defensivas y unos 15 radios blandos detrás, mientras que la aleta anal tiene dos espinas y 15 a 16 radios blandos; es característico en esta especie que la parte anterior de la aleta dorsal es mucho más alta que la parte posterior.
La membrana de las branquias no forma un pliegue a través del istmo; posee unos tentáculos en la apertura nasal y unos ojos situados muy arriba, en la nuca casi al inicio de la aleta dorsal; la línea lateral es muy reducida y discontinua.

## Comportamiento
Los adultos se encuentran sobre fondos duros. Principalmente nocturno, que se alimentan de pequeños invertebrados. Ovíparos. Los huevos son demersales y adhesivo, y se unen al sustrato a través de una, almohadilla o pedestal adhesivo filamentoso.
Los huevos son depositados debajo de conchas de mejillones o de piedras y custodiados por el macho. Las larvas son planctónicas, a menudo se encuentra en aguas costeras poco profundas.

## Utilización
Tiene una importancia comercial muy reducida.